# Il ranger - Una vita in paradiso
Il Ranger - Una vita in paradiso (Der Ranger – Paradies Heimat) è una serie televisiva tedesca di genere poliziesco-romantico prodotta dal 2018 da "neue deutsche Filmgesellschaft", la stessa società di produzione che dopo la conclusa La casa del guardaboschi ha deciso di creare una serie simile e modernizzata, ambientata nella Svizzera sassone. Protagonisti della serie sono gli attori Philipp Danne e Lisa Tzschirner; altri interpreti principali sono Eva-Maria Grein von Friedl, Heike Jonca e Matthias Brenner. La serie è trasmessa in prima visione in Germania dall'emittente ARD a partire dal 23 novembre 2018 il venerdì come parte del ciclo "Endlich Freitag im Ersten", ciascun episodio ha la durata di circa 90 minuti.
In Italia, la serie viene trasmessa in prima visione su Rai 2 a partire dal 1º agosto 2020, il sabato pomeriggio dalle ore 14:00.

## Trama
Il ranger Jonas Waldek, dopo aver lavorato per 5 anni in Canada, torna nella sua patria, la cittadina tedesca di Stadt Wehlen nella Svizzera Sassone, e comincia a occuparsi di salvaguardare il Parco nazionale della Svizzera Sassone, spostandosi con il suo vecchio fuoristrada tra la sua fattoria con segheria annessa e la natura forestale.